# エルブー
エルブー (英語:El Buh) (ソマリ語: Ceelbuh)はソマリア、サナーグ州の北東に位置する町である。

## 概要

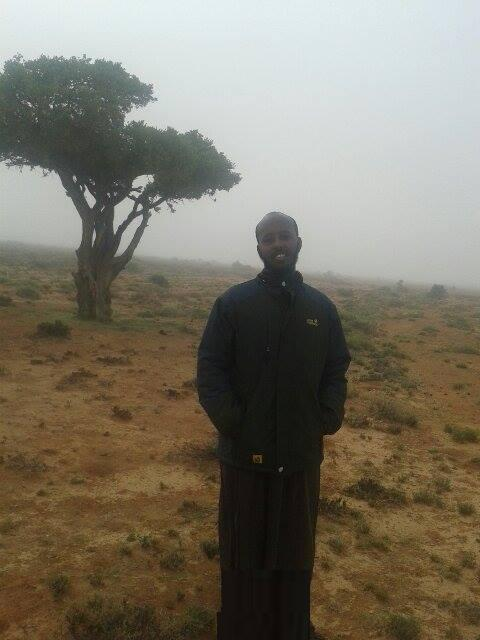
エルブーの様子

エルブーはバハン県に位置している。エルブーは2000年代後半、一時的に現在のバダン県に値するマーヒル州に属していた。

## 歴史
2006年、プントランド政府は旱魃によりエルブーなどが水不足になっていると発表した。
2013年12月、エルブー地区で1歳未満の7人の子供が下痢により死亡。2018年3月にも30の牧畜民の家族が旱魃の被害を受けた。
2018年6月、エルブーでソマリランドに侵略された地区を取り戻すためのデモが行われたと報じられた。2019年5月にも同様のデモが行われた。
2019年10月、ソマリランドから150名の兵士が脱走して7台の軍用車と共にエルブーのプントランド軍に合流。ただしソマリランド軍はこれを否定。
2020年2月、プントランド議会議長ら代表団がエルブーを訪問。
2020年4月、エルブーで開発プロジェクトが進行中であると報じられた。
2021年5月、エルブーの住民が家畜をプントランド軍に寄付したと報じられた。